# Grzegorz Nawrocki (1949–1998)
Grzegorz Nawrocki (ur. 25 lipca 1949 w Warszawie, zm. 14 stycznia 1998 tamże) – polski dramatopisarz, reporter, dziennikarz, fotograf i wydawca.

## Życiorys
Absolwent Uniwersytetu Warszawskiego: Wydziału Prawa i Administracji oraz Studium Dziennikarskiego. Swoją karierę dziennikarską rozpoczął w latach 70. XX wieku jako reporter tygodnika studenckiego „itd”. Był również współpracownikiem pism niezależnych: „Robotnik”, „Głos”, „Biuletyn Informacyjny” i „Krytyka”, a także wydawnictwa NOWa – kolporter. Współpracował z „Polityką”, „Literaturą” i „Kulturą”. Pod koniec lat 70. związał się z opozycją demokratyczną, stając się jednym z założycieli podziemnego pisma „Robotnik”.
W 1980 roku objął stanowisko redaktora pisma Międzyzakładowego Komitetu Założycielskiego NSZZ, a następnie gazety Regionu Mazowsze „Afisz”. W sierpniu 1980 zasłynął jako autor reportażu o strajku w Stoczni Gdańskiej im. Lenina. Tym samym  wydarzeniom poświęcił również serię fotografii. W latach 80. jego artykuły, wywiady i reportaże zaczęły się ukazywać w tzw. drugim obiegu oraz na Zachodzie. Umieszczał je m.in. w londyńskim „Pulsie”, „Kulturze”, „Kontakcie”, „Kulturze Niezależnej”, „Kosie”, „Reporterze” a także w wydawanych w Berlinie Zachodnim: „Archipelagu” i „Przekazach” (najczęściej pod pseudonimem Marcin Step). Jego reportaże docierały również do kraju za sprawą audycji Radia Wolna Europa. Na przełomie lat 1989/1990 współpracował z „Gazetą Wyborczą” i „Tygodnikiem Solidarność”. W 1997 roku zaczął drukować swoje felietony na łamach miesięcznika „Scena”.
W swojej pracy reportera często posługiwał się nie tylko piórem, lecz także aparatem fotograficznym. Zdjęcia, które zrobił podczas strajku sierpniowego czy w stanie wojennym były szeroko znane. Za esej fotograficzny „Pamięć murów”, który opowiadał o śladach powstania warszawskiego we współczesnej mu stolicy, otrzymał Nagrodę Dziennikarzy Niezależnych przyznawaną przez podziemne Stowarzyszenie Dziennikarzy Polskich. Wystawę pokazywano w podziemiach Kościoła na Żytniej w Warszawie oraz w Księgarni Polskiej w Paryżu. W latach 80 publikował wiele zdjęć w pismach „Observer” i „Paris Match”.
Zmarł 14 stycznia 1998 w Warszawie. Pochowany został na Cmentarzu Bródnowskim (kw. 53 L II 26).

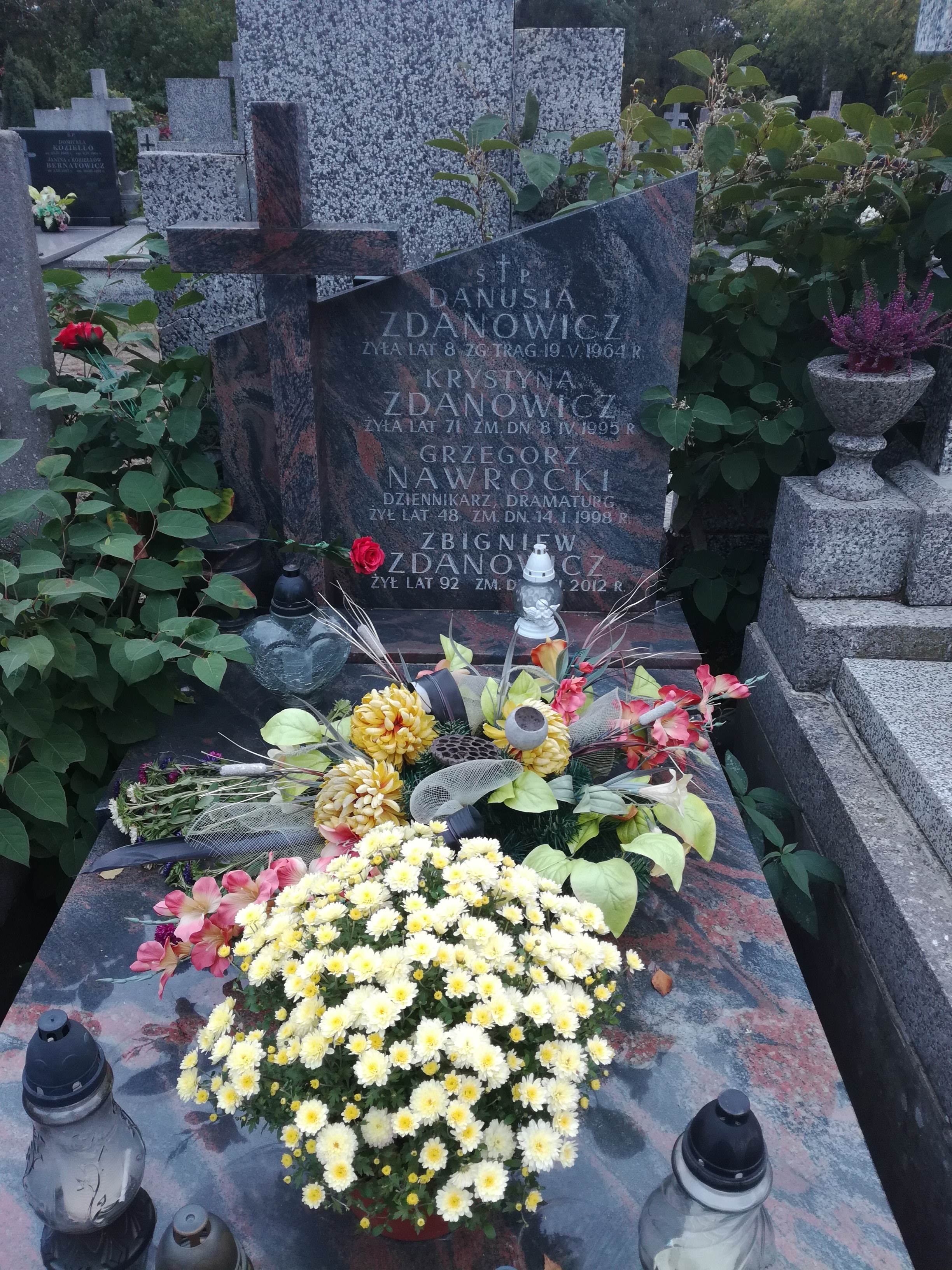
Grób Grzegorza Nawrockiego na Cmentarzu Bródnowskim

## Dorobek literacki
Był autorem książek reporterskich. Debiutancka, wydana w 1980 roku pod tytułem „Szpan”, dotyczyła subkultur młodzieżowych i szybko stała się bestsellerem. W 1981 ukazał się „Konfesjonał i TT-tka”, w  1984 - „Przepustka na kres”. „Struktury nadziei” wydane w 1987 roku zawierały 25 wywiadów z ludźmi, którzy działali w podziemiu.
Ostatnia książka pt. „Polak z Polakiem” z 1990 roku odróżniała się od pozostałych. Nawrocki mówił w niej, jako pierwszy w Polsce, krytycznie o micie polskiego sierpnia i dał wyraz wątpliwościom wobec Lecha Wałęsy przygotowującego się wówczas do prezydentury. Za tę publikację stracił pracę w „Tygodniku Solidarność”. Został wówczas wydawcą, założycielem oficyny „Słowo” i dzięki jego staraniom ukazała się seria „Wybrańcy bogów”, poświęcona losom polskich pisarzy oraz poetów takich jak: Cyprian Kamil Norwid, Stanisław Ignacy Witkiewicz, Brunon Schulz, Krzysztof Kamil Baczyński, Marek Hłasko i Leopold Tyrmand. Jako pierwszy wydrukował też zbiór kazań ks. Jerzego Popiełuszki.
Ostatnie lata życia poświęcił pisaniu dramatów. Jego debiutancka sztuka „Młoda śmierć” była zainspirowana doniesieniami prasowymi o zabójstwach dokonywanych przez bardzo młodych ludzi. Została ona uznana w ankiecie miesięcznika „Teatr” za najważniejsze wydarzenie sezonu 1995/96 w polskiej dramaturgii współczesnej. Dramat, jako pierwsza, wyreżyserowała Anna Augustynowicz na scenie szczecińskiego Teatru Współczesnego. Później wystawiali ją: Jarosław Bielski w Madrycie (Replika Teatro), Tomasz Sobczak w Teatrze Dramatycznym w Legnicy (w tej inscenizacji wystąpili m.in. Tomasz Kot i Przemysław Bluszcz) i Jan Buchwald w kaliskim Teatrze im. Wojciecha Bogusławskiego. Nawrocki pracował nad scenariuszem filmowym na jej podstawie, jednak ostatecznie jej nie ukończył. Inna jego sztuka nosiła tytuł „Ten sam adres” i był nią zainteresowany warszawski Teatr Rampa. Kolejne sztuki teatralne - „Ciepły Kanał” oraz „Kazamaty” - nie doczekały się realizacji. 3 lipca 1999 roku Teatr Polskiego Radia wyemitował słuchowisko „W pułapce” w reżyserii Andrzeja Zakrzewskiego, oparte na ostatnim opowiadaniu „Perfidny zarzut”. Utwór ten opisywał aresztowanie Grzegorza Nawrockiego z 22 lipca 1997 roku, a także policyjne przesłuchanie (aresztowanie było skutkiem podejrzenia, że jest poszukiwanym pedofilem i gwałcicielem o pseudonimie „gazownik”).

## Upamiętnienie
W roku 2016 Stowarzyszenie Mieszkańców Osiedla „Jary” wystąpiło z pomysłem by skwer znajdujący się przy ulicy Cybisa na warszawskim Ursynowie, naprzeciwko bloku, w którym mieszkał Grzegorz Nawrocki, nazwać jego imieniem.